# Brownlee (Oregon)
Brownlee (korábban Brownlee’s Ferry) az Amerikai Egyesült Államok északnyugati részén, Oregon állam Baker megyéjében elhelyezkedő önkormányzat nélküli település.
John Brownlee a Kígyó folyón Oregon és Idaho között kompot indított; amikor az oregoni oldalon kiépült a vasút, a település a Brownlee nevet vette fel. A posta 1910 és 1965 között szakaszosan működött. A Homestead és Robinette közötti vasúti pályát az Oregon Short Line tulajdonosai 1934-ben elbontották.

## Fordítás
- Ez a szócikk részben vagy egészben  a   Brownlee, Oregon című angol Wikipédia-szócikk ezen változatának fordításán alapul.  Az eredeti cikk szerkesztőit annak laptörténete sorolja fel. Ez a jelzés csupán a megfogalmazás eredetét és a szerzői jogokat jelzi, nem szolgál a cikkben szereplő információk forrásmegjelöléseként.